# 관리 시스템
관리 시스템, 매니지먼트 시스템(management system)은 조직이 목표를 달성하는 데 필요한 업무를 수행할 수 있는지 확인하기 위해 사용하는 일련의 정책, 프로세스 및 절차이다. 이러한 목표는 조직 운영의 여러 측면(재정적 성공, 안전한 운영, 제품 품질, 고객 관계, 입법 및 규정 준수, 근로자 관리 포함)을 다룬다. 예를 들어, 환경 관리 시스템을 통해 조직은 환경 성과를 개선할 수 있으며 산업 안전 및 보건 관리 시스템을 통해 조직은 산업 보건 및 안전 위험을 통제할 수 있다.
국제 표준 ISO 9000:2015(제목: 품질 관리 시스템 - 기본 및 용어)는 3.5.3장의 용어를 "정책과 목표, 그리고 해당 목표를 달성하기 위한 프로세스를 수립하기 위한 조직의 상호 관련되거나 상호 작용하는 요소의 집합"으로 정의한다.
관리 시스템의 주요 측면을 단순화한 것은 "계획, 수행, 점검, 조치"의 4가지 요소 접근 방식이다. 완전한 관리 시스템은 관리의 모든 측면을 다루며 목표 달성을 위한 성과 관리 지원에 중점을 둔다. 경영시스템은 조직이 학습하면서 지속적으로 개선되어야 한다.

## 같이 보기
- 품질 관리 시스템
- 전사적 품질 경영
- 창고 관리 시스템

## 더 읽기
- International Organization for Standardization (2001) Guidelines for the justification and development of management system standards. International Standard ISO Guide 72, Geneva, Switzerland.
- International Organization for Standardization (2004) Environmental Management Systems-Specifications with Guidance for Use. International Standard ISO 14001, Geneva, Switzerland.
- Commission for Environmental Cooperation (2000): “Improving Environmental Performance and Compliance: 10 Elements of Effective Environmental Management Systems.” Report.
- Occupational Health and Safety Assessment Series Project Group (1999): Occupational health & safety management systems - Specification; OHSAS 18001:1999. 389 Chiswick High Road, London, W4 4AL, United Kingdom.
- International Organization for Standardization (2000) Quality Systems - Model for Quality Assurance in Design, Development, Production, Installation and Servicing.  International Standard ISO 9001:2000(E), Geneva, Switzerland.
- United States Department of Labor, Occupational Health and Safety Administration (1989); "Safety and Health Program Management Guidelines." Federal Register, January 26, 1989.
- United States Environmental Protection Agency (2001): “Integrated Environmental Management Systems: Implementation Guide.” Report written by Abt Associates for the USEPA's Office of Pollution Prevention and Toxics, Design for the Environment Program; Economics, Exposure, and Technology Division.  Washington, DC.